# Hypolimnas pseudodamoclina
Hypolimnas pseudodamoclina är en fjärilsart som beskrevs av Abel Dufrane 1945. Hypolimnas pseudodamoclina ingår i släktet Hypolimnas och familjen praktfjärilar. Inga underarter finns listade i Catalogue of Life.